# João Domingos Pinto
João Domingos Pinto (Oliveira do Douro, 21 november 1961) is een Portugees voormalig voetballer en voetbaltrainer. Hij speelde zijn gehele loopbaan bij FC Porto.

## Interlandcarrière
Pinto speelde zeventig interlands, waarvan tweeënveertig als aanvoerder. Hij speelde op zowel het EK 1984 als het WK 1986.
| Interlanddoelpunten van João Domingos Pinto voor Portugal | Interlanddoelpunten van João Domingos Pinto voor Portugal | Interlanddoelpunten van João Domingos Pinto voor Portugal | Interlanddoelpunten van João Domingos Pinto voor Portugal | Interlanddoelpunten van João Domingos Pinto voor Portugal | Interlanddoelpunten van João Domingos Pinto voor Portugal |
| No.                                                       | Datum                                                     | Wedstrijd                                                 | Score                                                     | Uitslag                                                   | Competitie                                                |
| Als speler bij FC Porto                                   | Als speler bij FC Porto                                   | Als speler bij FC Porto                                   | Als speler bij FC Porto                                   | Als speler bij FC Porto                                   | Als speler bij FC Porto                                   |
| --------------------------------------------------------- | --------------------------------------------------------- | --------------------------------------------------------- | --------------------------------------------------------- | --------------------------------------------------------- | --------------------------------------------------------- |
| 1                                                         | 26 april 1989                                             | Portugal – Zwitserland                                    | 1–0                                                       | 3–1                                                       | WK 1990 kwalificatie                                      |

## Trainerscarrière
Pinto begon zijn trainersloopbaan bij Sporting Covilhã in 2010. Een jaar later stopte hij bij Covilhã. In 2013 was hij nog kort trainer van GD Chaves.

## Erelijst
FC Porto
- Europacup I: 1986/87
- Europese Supercup: 1987
- Wereldbeker voor clubteams: 1987
- Primeira Divisão: 1984/85, 1985/86, 1987/88, 1989/90, 1991/92, 1992/93, 1994/95, 1995/96, 1996/97
- Taça de Portugal: 1983/84, 1987/88, 1990/91, 1993/94
- Supertaça Cândido de Oliveira: 1982, 1984, 1985, 1987, 1991, 1992, 1994, 1995, 1997

Als trainer
 GD Chaves
- Segunda Divisão Portuguesa: 2012/13

Individueel
- EK 1984: Team van het Toernooi[1]